# Regionalwahl in Friaul-Julisch Venetien 2023
Die Regionalwahl in Friaul-Julisch Venetien 2023 fand am 2. und 3. April statt; der Regionalrat und der Präsident der Region Friaul-Julisch Venetien wurden gleichzeitig gewählt.

## Wahlergebnis
| Kandidaten                    | Kandidaten                  | Stimmen | %    | Listen                         | Stimmen | %    | Mandate |
| ----------------------------- | --------------------------- | ------- | ---- | ------------------------------ | ------- | ---- | ------- |
|                               | Massimiliano Fedrigagewählt | 314.824 | 64,2 | Lega Fedriga Presidente        | 75.101  | 19,0 | 9       |
| Fratelli d’Italia             | Massimiliano Fedrigagewählt | 314.824 | 64,2 | 71.502                         | 18,1    | 8    |         |
| Fedriga Presidente            | Massimiliano Fedrigagewählt | 314.824 | 64,2 | 70.121                         | 17,8    | 8    |         |
| Forza Italia                  | Massimiliano Fedrigagewählt | 314.824 | 64,2 | 26.287                         | 6,7     | 3    |         |
| Autonomia Responsabile        | Massimiliano Fedrigagewählt | 314.824 | 64,2 | 7.762                          | 2,0     | –    |         |
| ↳ Gesamt                      | Massimiliano Fedrigagewählt | 314.824 | 64,2 | 250.773                        | 63,5    | 28   |         |
|                               | Massimo Moretuzzo           | 139.008 | 28,4 | Partito Democratico            | 65.117  | 16,5 | 10      |
| Patto per l’Autonomia         | Massimo Moretuzzo           | 139.008 | 28,4 | 24.831                         | 6,3     | 4    |         |
| Movimento 5 Stelle            | Massimo Moretuzzo           | 139.008 | 28,4 | 9.467                          | 2,4     | 1    |         |
| Alleanza Verdi e Sinistra     | Massimo Moretuzzo           | 139.008 | 28,4 | 8.028                          | 2,0     | 1    |         |
| Open Sinistra FVG             | Massimo Moretuzzo           | 139.008 | 28,4 | 5.950                          | 1,5     | 1    |         |
| Slovenska Skupnost            | Massimo Moretuzzo           | 139.008 | 28,4 | 4.017                          | 1,0     | 1    |         |
| Nicht gewählte Direktkandidat | Massimo Moretuzzo           | 139.008 | 28,4 | –                              | –       | 1    |         |
| ↳ Gesamt                      | Massimo Moretuzzo           | 139.008 | 28,4 | 117.410                        | 29,7    | 19   |         |
|                               | Giorgia Tripoli             | 22.851  | 4,7  | Insieme Liberi                 | 15.696  | 4,0  | –       |
|                               | Alessandro Maran            | 13.375  | 2,7  | Azione - Italia Viva - +Europa | 10.861  | 2,8  | –       |
| Gesamt                        | Gesamt                      | 490.058 | 100  |                                | 394.740 | 100  | 47      |